# Баласогло, Пантелеймон Иванович
Пантелеймон (Пантелей) Иванович Баласогло (Балосогло) (1787 — не ранее 1862 или 1865) — русский морской офицер греческого происхождения, генерал морского ведомства (1862). Участник русско-турецкой войны 1806—1812 годов, участвовал в Дарданелльском и Афонском сражениях. Участник русско-турецкой войны 1828—1829 годов.

## Биография
Родился в 1787 году в семье выходцев из Греции. В Россию был привезён в раннем детстве из Константинополя. С 1801 года воспитывался в Морском кадетском корпусе. Службу начал на Балтийском флоте. В 1806—1809 годах на корабле «Рафаил» перешел из Кронштадта в Средиземное море. Участник русско-турецкой войны 1806—1812 годов, участвовал в Дарданелльском и Афонском сражениях в мае и июне 1807 года, за что был награждён Знаком отличия Военного о́рдена и 23 сентября 1807 произведен в мичманы.
В 1811 году был переведён на Черноморский флот. В 1813 году — лейтенант флота. В 1820 году командовал отрядом Дунайской флотилии. В 1821—1826 годах командовал брандвахтой при крепости Измаил. В 1827 году вновь командовал отрядом Дунайской флотилии.
Участник русско-турецкой войны 1828—1829 годов. В 1828 году участвовал в осаде и взятии крепости Браилов (ныне Брэила) и в уничтожении турецкой флотилии в Мачинском рукаве, за что награждён орденом Св. Анны 2-й степени. За 25 лет службы в офицерских чинах был награждён орденом Св. Георгия 4-й степени. В 1829—1832 годах командовал Дунайской флотилией. Командовал кораблями Черноморского флота. Командир фрегата «Бургас» в 1833 году, фрегата «Княгиня Лович» в 1834—1835 годах. В 1840 году — командир 44-го флотского экипажа в звании капитана 1-го ранга.
В 1842—1844 годах стал командиром бригады, затем флотской дивизии. В 1844 году произведен в генерал-майоры (06.12.1844) по морскому ведомству с назначением членом общего присутствия Черноморского интендантства. В 1857 году П. Н. Балосогло был присвоен чин генерал-лейтенанта (25.03.1857). С 1858 года исполнял должность обер-интенданта. В том же году за 50 лет службы в офицерских чинах пожалован золотой табакеркой с бриллиантами, украшенной вензелем Александра II. Год спустя зачислен в резерв, а в 1862 году уволен с производством в полные генералы морского ведомства (26.03.1862). Точная дата смерти неизвестна.

## Семья
Жена — Ольга Григорьевна, урождённая Селянинова (1799—?) — была дочерью дворянина, надворного советника; её дед, командир Бутырского пехотного полка Григорий Иевлевич Синицын (?—1812). У них родились: сыновья Александр (1813—1893), Михаил (?—1846) и дочь Мария (1819—?).

## Награды[2]
- Знак отличия Военного о́рдена (1807),
- орден Св. Анны 2-й степени (1828),
- орден Св. Георгия 4-й степени (25 декабря 1833), (за 18 кампаний?; № 4880)[6]
- орден Св. Владимира 4-й степени (7 ноября 1843),
- орден Св. Владимира 3-й истепени.